# Rio Traipu
Rio Traipu är ett vattendrag i Brasilien.   Det ligger i delstaten Alagoas, i den östra delen av landet, 1 300 km nordost om huvudstaden Brasília.
Omgivningarna runt Rio Traipu är huvudsakligen savann. Runt Rio Traipu är det ganska glesbefolkat, med 39 invånare per kvadratkilometer.